# باوناخ
بواناخ (بالألمانية: Baunach) هي بلدة ألمانية تقع في ألمانيا في منطقة بامبرغ. يقدر عدد سكانها بـ 3,933 نسمة .